# Bigotilia centralis
Bigotilia centralis là một loài bướm đêm thuộc chi Bigotilia trong họ Pterophoridae.